# Hexatoma pieli
Hexatoma pieli là một loài ruồi trong họ Limoniidae. Chúng phân bố ở miền Cổ bắc.